# Perekopská šíje

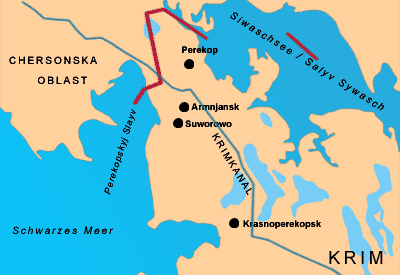
Mapka Perekopské šije

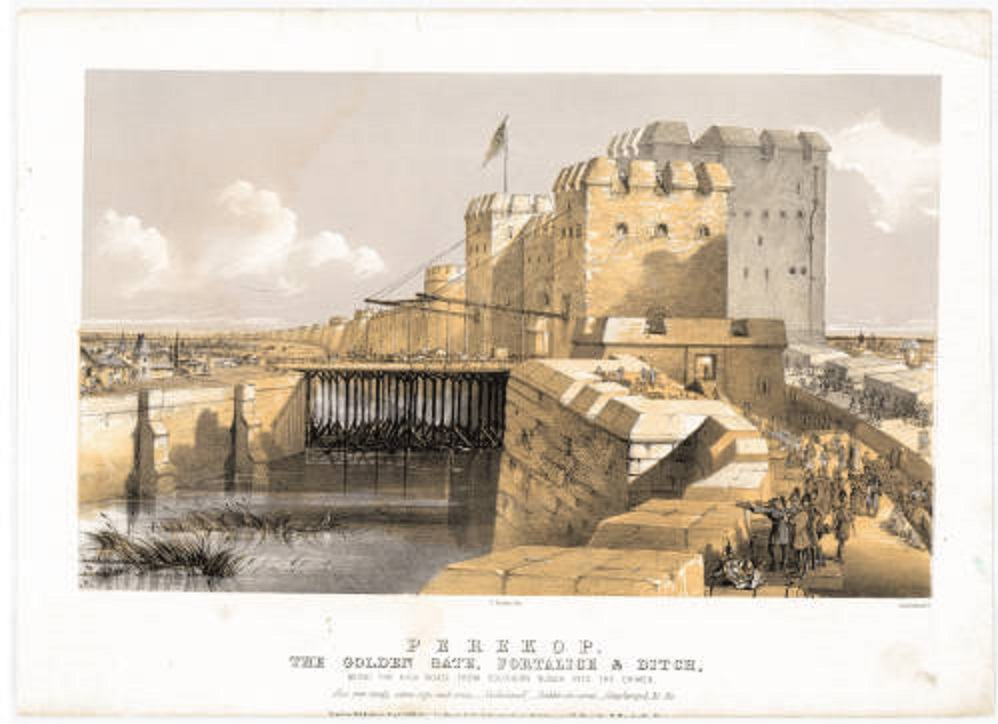
Tvrz Perekop roku 1855

Perekopská šíje (ukrajinsky Перекопський перешийок; rusky Перекопский перешеек; krymskou tatarštinou Or boynu) je pevninská šíje, která spojuje poloostrov Krym s pevninskou Ukrajinou (jmenovitě s Chersonskou oblastí) a zároveň odděluje Černé moře (na západě) od zátoky Syvaš, která náleží k Azovskému moři.

## Geografie
Šíje je přibližně 30 km dlouhá a 7,2 až 9 km široká. Leží zde města Armjansk (Ermeni Bazar) a Krasnoperekopsk, jimiž prochází železnice Cherson – Džankoj a také Severokrymský kanál, který zásobuje suchou stepní krajinu severního Krymu vodou z Kachovské přehrady. V okolí Krasnoperekopsku se nachází několik slaných jezer, jejichž hospodářské využití je jedním z hlavních zdrojů obživy místních obyvatel. Většinu obyvatel tvoří Rusové, těsně následovaní Ukrajinci; žije zda také několik tisíc Krymských Tatarů.

## Název a dějiny
Název Perekopská šíje pochází od vsi Perekop, kde stála od středověku tatarská tvrz (vyvrácena 1736) a již v 1. století obchodní osada. Pro svou strategickou polohu byla šíje v několika válkách dějištěm významných bitev.
V prosinci 1920, během Ruské občanské války, zde proběhla bitva mezi Rudou armádou a bělogvardějci barona Wrangela, jehož vojska kontrolovala celý Krym. Rudá armáda nakonec zvítězila a 140 tisíc civilistů z Krymu uprchlo přes Černé moře do Istanbulu. Událost tvoří historické pozadí sovětského filmu z roku 1968 Sloužili dva kamarádi (rusky Служили два товарища).
V říjnu 1941 tudy po pětidenní bitvě pronikla německá a rumunská vojska pod vedením Ericha von Mansteina na Krym, což vedlo k obklíčení Sevastopolu.